# Roman Polanski
Roman Raymond Polanski (París, 8 d'agost de 1933) és un director de cinema polonès nascut a França. Durant tota la seva trajectòria, ha estat guardonat amb nombrosos premis, entre els quals destaquen un Oscar i un Globus d'Or al millor director.

## Biografia

### Infantesa
Polanski va néixer a París el 1933 en el si d'un matrimoni d'emigrants jueus polonesos. El seu pare Ryszard Polański, pintor d'escàs èxit, es va canviar el cognom el 1932 i va passar a anomenar-se Ryszard Liebling, de manera que el nom legal de Polanski va ser Rajmund Roman Thierry Liebling, fins a la seva tornada a Cracòvia (Polònia), a primers de juliol de 1936, on va recuperar el seu cognom original polonès i va passar a dir-se Rajmund Roman Thierry Polański, responent al sobrenom de Romek, diminutiu de Roman. La seva mare, de soltera anomenada Bula Katz, era d'origen rus i es va educar en la religió catòlica perquè la seva mare ho era, encara que el seu pare (avi matern de Polanski), de cognom Katz, era jueu asquenazita. Bula Katz era una dona sofisticada -va servir de model a Faye Dunaway en Chinatown- i estava divorciada quan es va casar amb Ryszard Liebling el 1932. Només van tenir un fill junts. Es van instal·lar al número 5 de la rue Saint-Hubert, a París, on va viure Polanski els tres primers anys. En l'arbre genealògic de Polanski, per tant, hi ha arrels jueves en un 75% (els seus avis paterns i el seu avi matern, Katz) i un 25% d'arrels russes catòliques (la seva àvia materna). Els pares de Polanski no practicaven la religió jueva i Roman Polanski no va rebre educació religiosa, ni jueva ni tampoc catòlica, ni a París ni després a Cracòvia.
Pels seus orígens jueus, va experimentar en carn pròpia els mals de la Segona Guerra Mundial, ja que poc abans de començar el conflicte es va mudar amb els seus pares de París a Cracòvia (Polònia), creient que hi estarien més segurs. El fet d'instal·lar-se a Polònia va esdevenir la primera, de les moltes, desgràcies de la seva vida. Durant la guerra, va perdre la seva mare -catòlica, però "classificada racialment" com a jueva per part de pare- en el camp d'extermini d'Auschwitz, en algun moment de 1943, al costat d'altres familiars. El seu pare, malgrat que va estar també reclòs dos anys al camp d'extermini de Mauthausen-Gusen, va sobreviure, i es convertí en un dels pocs supervivents polonesos de l'Holocaust. Durant la guerra, Polanski va sobreviure al gueto de Cracòvia i després, després de viure com un captaire al carrer, va aconseguir escapar dels nazis fent-se passar per fill catòlic en famílies d'acollida, primer els Wilk, a Cracòvia, després els Putek i els Buchala, al poble de Wysoka, a partir de juliol de 1943 i fins a l'alliberament per l'exèrcit soviètic el gener de 1945, tal com va relatar el cineasta en les seves memòries.

### Els primers curtmetratges
Després de la guerra, sent molt jove, ja va començar a interessar-se pel món del cinema i va començar la seva carrera com a actor teatral. Més tard, va cursar estudis a l'Escola de Cinema de Łódź, on va conèixer el prestigiós director Andrzej Wajda, que l'animà a seguir la carrera cinematogràfica.
El seu primer curtmetratge, el va realitzar amb només 21 anys. Es tractava de Rower (La bicicleta, 1955), en el qual ell també actua en el paper principal. El van seguir Rozbijemy zabawę... (1957), Uśmiech zębiczny (1957), Dwaj ludzie z szafą (1958), Lampa (El llum, 1959) i Gdy spadają anioły (1959). Durant el rodatge d'aquesta pel·lícula, el jove Polanski, de 26 anys, va començar un romanç amb l'actriu principal, Barbara Kwiatkowska-Lass, de 19 anys, amb qui es va casar en aquell mateix any i de la qual es va divorciar el 1962.

### Els tres primers llargmetratges
Això li va servir per a poder realitzar el seu primer llargmetratge a Polònia: El ganivet a l'aigua (rodada el 1961, però estrenada el 1962), amb el qual va aconseguir una nominació per als premis Oscar, dins la categoria a la millor pel·lícula estrangera. La cinta ja mostrava algunes de les característiques de les seves següents produccions, pel seu gust pels ambients claustrofòbics, en col·locar només tres personatges (una parella i un desconegut) que naveguen en un petit vaixell. Poc després, Polanski va realitzar els seus últims curtmetratges: Le Gros et le maigre (1961), que va rodar a França i amb el qual va aconseguir diversos premis, i Ssaki (1963).
Gràcies al reconeixement recollit amb El ganivet a l'aigua, Polanski va rodar Repulsió (1965). Va escriure el guió juntament amb el seu amic Gérard Brach i va comptar amb una banda sonora del també íntim Krzysztof Komeda, que ja havia realitzat diverses composicions musicals per als curts de Roman. Aquesta pel·lícula va ser ja produïda per una companyia més o menys important i va significar la seva primera gran producció al Regne Unit, amb Catherine Deneuve com a estrella principal i amb un argument de thriller psicològic que li va valer diversos premis, inclòs l'Os de Plata al festival de Berlín d'aquest any.
El 1966, va filmar Cul de sac, de nou al Regne Unit, amb Donald Pleasence com a protagonista, en la qual, a part de l'ambient claustrofòbic tan característic de l'autor, deixa veure indicis d'un humor negre molt particular que acompanyarà algunes de les seves millors pel·lícules. Cul de sac va obtenir l'Os d'Or al festival de Berlín, així com molts altres premis.
El director polonès va mostrar en aquests tres primers títols, amb distribució internacional, totes les claus del seu cinema. Els tres films desprenen un aire de llibertat i de desimboltura creativa alhora que comparteixen un domini magistral dels recursos narratius. En totes aquestes, hi ha una posada en escena d'arrel clàssica, encara que oberta als refrescants aires de la nouvelle vague i dels nous cinemes europeus emergents. Hi caben des dels primeríssims plànols -el rostre de Catherine Deneuve profusament explorat en Repulsió, els innombrables plànols de detall- fins als plans generals d'impacte -el llac d'El ganivet a l'aigua, la platja de Cul de sac-, passant pel freqüent ús de la càmera a l'espatlla, els grans angulars o els efectes de muntatge reforçats pel treball sonor, tot això sense menysprear l'ús canònic del pla/contraplà. També s'hi observa la peculiar manera que té l'autor d'entendre el realisme. Enamorat de la ficció, a Polanski li agrada evidenciar en tota la seva dimensió el costat tragicòmic, fins i tot grotesc, de l'existència.

### Relació amb Sharon Tate
El 1967, Polanski va fer el gran salt als Estats Units amb el rodatge de The Fearless Vampire Killers, primer film que va rodar en color. Era una paròdia de les pel·lícules de vampirs de l'època, i li va permetre mostrar els seus dots interpretatius i el va consagrar en el mercat nord-americà. La pel·lícula va ser destrossada a causa de l'excessiva censura de l'època i només va poder ser vista de manera íntegra temps després.
Abans i durant el rodatge, va començar una relació amorosa amb l'actriu Sharon Tate, de 23 anys (tot i que ella es trobava sortint llavors amb un prestigiós perruquer de Hollywood, Jay Sebring), amb qui es va casar el gener de 1968 a Londres.
Polanski, de 35 anys, es trobava en la millor etapa de la seva vida, com va reconèixer ell mateix, i el 1968 va rodar als Estats Units una de les seves pel·lícules més emblemàtiques i polèmiques: La llavor del diable. Interpretada per l'actriu Mia Farrow, la cinta va obtenir nombrosos premis (entre aquests, diverses nominacions a l'Oscar), i va aconseguir èxit internacional i gran repercussió. El rodatge va tenir lloc, a part dels estudis Paramount, en el llegendari edifici novaiorquès anomenat Dakota, aviat un edifici de mala sort per a alguns dels seus inquilins: el compositor habitual de Polanski, Krzysztof Komeda, hi va morir a l'any següent d'accident, i John Lennon va ser agredit mortalment per un psicòpata a les seves portes.
La desgràcia va continuar i aquesta vegada molt de prop. Per aquell temps, Polanski s'havia mudat a una enorme mansió al 10050 de Celo Drive, a Los Angeles (Califòrnia), on va tenir lloc un dels esdeveniments que marcarien la seva vida, tant personal com cinematogràfica. La seva dona, l'actriu Sharon Tate, que es trobava embarassada de vuit mesos, va ser una de les víctimes de la massacre que la banda de Charles Manson va realitzar en aquesta casa. Els successos van tenir lloc mentre Polanski es trobava a Londres preparant un altre llargmetratge que mai va acabar. Els fets van passar la matinada del 9 d'agost i Polanski tenia al cap tornar el dia 12 a terres nord-americanes, després d'haver estat des del 20 de juliol a la capital britànica.
Després d'un període d'inactivitat, va tornar al cinema el 1971 amb Macbeth, en una personal adaptació de l'obra de Shakespeare. La pel·lícula va ser el primer fracàs comercial de Polanski, encara que a Anglaterra va funcionar bé. Destaca en la pel·lícula la matança realitzada pel protagonista sobre les escortes del rei, que fa al·lusió als assassinats de la seva esposa i amics. El 1973, va viatjar a Itàlia per rodar Què?, una comèdia absurda amb Sydney Rome i Marcello Mastroianni que conté algun dels moments més divertits de la seva filmografia. La pel·lícula va tornar a ser un fracàs als Estats Units, però a Europa va aconseguir un notable èxit, sobretot a França, Itàlia i Alemanya. A l'estat espanyol, va ser prohibida per la censura de l'època, a causa dels continus nus de Sydney Rome, i tan sols es va poder veure en sales d'art i assaig en versió original subtitulada.

### Chinatown, gran èxit comercial
Ja establert, de moment, als Estats Units, Roman Polanski, estrena el 1974 un dels seus majors èxits de taquilla Chinatown, una pel·lícula inspirada en els clàssics del cinema negre, amb les aparicions estel·lars de Jack Nicholson, Faye Dunaway i John Huston. Molt lluny dels seus primers treballs més intel·lectuals i enrevessats, amb un cinema més lineal, va ser un èxit mundial que aconseguiria 11 nominacions als Oscar, de les quals només n'obtindria un, així com altres nombrosos premis. En una festa a casa de Jack Nicholson, Polanski va ser acusat de mantenir relacions sexuals amb una noia de 13 anys; el director va escapar dels Estats Units i no hi ha pogut tornar ni tan sols per recollir l'Oscar per la pel·lícula El pianista (2002) que va ser recollit pel seu amic Harrison Ford.
El 1975, va començar a preparar el rodatge de Pirates, de nou amb Jack Nicholson, invertint gran part dels seus propis diners en la preparació. Com que finalment cap gran productora cinematogràfica es va interessar pel projecte, Polanski es va veure obligat a abandonar-lo per a més endavant, així que va viatjar a França, on, de nou amb el suport de les multinacionals, començà el rodatge de El quimèric inquilí (Le locataire), un thriller psicològic amb un personatge que serveix per a revelar un món obsessiu i fantàstic. Com que les autoritats franceses pretenien presentar el llargmetratge al festival de Canes, Polanski es va veure obligat a realitzar el projecte a gran velocitat, de manera que van passar tan sols vuit mesos des que es va escriure el guió fins que es va estrenar la pel·lícula. A El quimèric inquilí no li van mancar mitjans. El film es va servir d'un pressupost de dos milions i mig de dòlars i per a dur-la a terme es va construir un immoble de cinc pisos. A més del mateix Polanski, són presents en el repartiment figures com Shelley Winters, Isabelle Adjani i el veterà Melvyn Douglas.
el quimèric inquilí va fracassar en el festival de Cannes i va rebre dolentíssimes crítiques. Va ser un gran fiasco comercial i, curiosament, avui dia ha esdevingut el llargmetratge favorit de molts dels seus seguidors, ja que és un dels treballs més personals de Polanski i, alhora, més retorçat, barrejant de forma magistral terror amb humor negre.

### Acusació i exili a Europa
El 1977, Polanski, de nou als Estats Units, va ser acusat d'haver mantingut relacions sexuals amb una jove de tretze anys. El succés va ocórrer quan Polanski era l'encarregat de fer unes fotos a una jove per a la revista Vogue a casa de Jack Nicholson, que aleshores era parella d'Anjelica Huston, en un jacuzzi amb alcohol i drogues. Després d'haver passat uns mesos a la presó a Chino (Los Angeles), preveient una condemna més gran, va abandonar el país mentre estava en llibertat sota fiança. Mai ha tornat a trepitjar el país.
El 1979, després d'un intens rodatge de més d'any i mig a França, Polanski va estrenar Tess, basada en la novel·la d'època de Thomas Hardy, amb Nastassja Kinski com a protagonista. Va dedicar el film a la seva dona morta Sharon Tate (amb un simple «To Sharon»), que havia donat la novel·la a Polanski juntament amb altres pertinences l'últim dia que es van veure abans que tornés l'actriu a Los Angeles. "Podem fer una pel·lícula fascinant amb aquest llibre", li va dir en aquell moment. Tess va ser un dels majors èxits de la seva carrera, i aconseguí diversos Globus d'Or i estigué nominada a 6 estatuetes als Oscar, de les quals n'aconseguiria tres.
Reconegut com un dels més grans directors de la història del cinema, Polanski es va prendre un descans com a director de cinema durant sis anys. En aquest temps, escriu la seva autobiografia Roman per Polanski (1985), en què deixa veure clarament que encara no ha superat la mort de la seva dona.
El 1986, va tornar amb Pirates, projecte que pretenia haver rodat deu anys enrere inspirant-se en les pel·lícules de pirates i que, sense Jack Nicholson com a protagonista, va ser, com van vaticinar les productores deu anys enrere, un fracàs comercial.
El juny de 2016 el govern polonès es va plantejar la seva extradició als Estats Units.

### Amb Emmanuelle Seigner

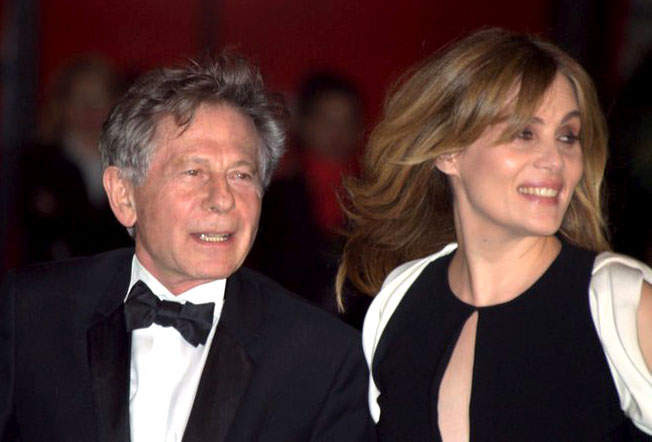
Roman Polanski amb la seva esposa Emmanuelle Seigner als Césars del 2011

Dos anys més tard, amb 55 anys, va tornar al gènere de suspens amb una producció nord-americana rodada a França: Frenètic, amb Harrison Ford i la que seria la futura esposa de Polanski el 1989, Emmanuelle Seigner, de 22 anys. El film va funcionar molt bé comercialment i va permetre al director endinsar-se en temes encara més foscos de la relació de parella en Bitter Moon, el seu següent treball, de nou amb Emmanuelle Seigner com a protagonista al costat d'Hugh Grant i Peter Coyote. La cinta es va estrenar el 1992 i, sense arribar a ser considerada del millor de la filmografia de Polanski, supera els treballs del director en la dècada dels 80 i 90.
El 1993, amb gairebé 60 anys, neix la seva primera filla, Morgane, fruit del seu matrimoni amb Emmanuelle Seigner. El 1994, va estrenar La mort i la donzella, basat en el llibre del mateix nom d'Ariel Dorfman, amb Sigourney Weaver com a protagonista. La cinta va ser un èxit moderat, tant comercial com de crítica. El 1998 neix el seu segon fill, Elvis.
Després d'abandonar un projecte cinematogràfic amb John Travolta el 1996 per desavinences amb l'actor, el 1999 Polanski va rodar La novena porta, en la qual va adaptar de forma original la novel·la d'Arturo Pérez-Reverte El club Dumas i va atorgar el paper protagonista a Johnny Depp. El film, encara que va ser un èxit comercial, es va guanyar l'estatus d'una de les pitjors pel·lícules de Polanski per part de la crítica.
Va ser el 1997 quan Polanski es va introduir en el teatre musical amb la producció germano-austríaca Tanz der Vampire, basada en la pel·lícula de Polanski, amb llibret de Michael Kunze i musicada pel cèlebre Jim Steinman. Aquesta versió va ser protagonitzada pel desaparegut actor nord-americà Steve Barton. El musical va ser un èxit, i aconseguí una gran temporada a Viena (Àustria) i després va ser muntat en algunes ciutats alemanyes com Stuttgart, Hamburg i Berlín. També recentment s'ha estrenat la versió polonesa del musical, dirigida personalment per Polanski. El musical va tenir una versió nord-americana: Dance of the Vampires, que malgrat tenir un gran pressupost no va aconseguir captar el sentiment original de la versió en alemany. El resultat va ser una comèdia ridícula, amb una traducció/adaptació a l'anglès bastant mediocre, que va ser un rotund fracàs, i no arribà ni tan sols a les cent funcions.
Cal destacar també el seu paper com a actor en la pel·lícula Una simple formalitat de Giuseppe Tornatore, en la qual interpreta un inspector de policia que intenta descobrir un cas amb Gérard Depardieu com a sospitós. La pel·lícula va ser rodada íntegrament en una lúgubre comissaria de policia.
El 2013 va fer La Vénus a la Fourrure amb Emmanuelle Seigner i Mathieu Amalric com protagonistes i únics personatges amb referència sobre el masoquisme. Existeix la versió en castellà d'aquesta intensa pel·lícula, inquietant i profunda amb el tràiler a YouTube.

### El pianista
El 2002, va rebre la Palma d'Or de la 55a edició del festival de Canes, màxim guardó del certamen, pel film El pianista, adaptació de les memòries de Władysław Szpilman, pianista jueu polonès que va sobreviure a les massacres nazis gràcies a l'ajuda d'un oficial alemany. A la 75a edició dels Oscar, El pianista va rebre tres guardons: millor actor (Adrien Brody), millor guió original (Ronald Harwood) i millor director per a Polanski, que no va anar a la cerimònia per ser pròfug de la justícia nord-americana.
Polanski va estrenar Oliver Twist el 2005, una pel·lícula amb la qual s'identificava. El 2007, es preparava per a un nou gir en la seva carrera, amb l'adaptació de la novel·la Pompeia de Robert Harris. Demores alienes a la seva voluntat el van obligar a renunciar-hi al setembre de 2007 després de diversos anys dedicats al projecte.
Al febrer de 2009, Polanski va iniciar a Berlín el rodatge de L'escriptor, que també inclou seqüències filmades al Studio Babelsberg, de Potsdam (Brandenburg), els mateixos estudis on filmà El pianista, així com a l'illa de Sylt. Polanski va escriure'n també el guió, adaptat de la novel·la homònima de l'escriptor anglès Robert Harris, distribuïda amb el títol El poder a l'ombra. Comptà amb la fotografia de l'operador polonès Pawel Edelman, el mateix d'El pianista i Oliver Twist, a més dels seus productors habituals: Robert Benmussa, Timothy Burrill i Alain Sarde. Els actors protagonistes són l'escocès Ewan McGregor i l'irlandès Pierce Brosnan. I com a secundaris, els anglesos Olivia Williams, Kim Cattrall i Tom Wilkinson, així com els nord-americans Timothy Hutton i James Belushi, entre d'altres. La productora n'és Summit International. The Ghost es va estrenar a Alemanya el 18 de febrer de 2010. Segons el diari alemany Märkische Allgemeine, Polanski va parlar de la pel·lícula a la premsa al Filmmuseum Potsdam, el 19 de febrer de 2009.
Encara que Un déu salvatge està situada a Brooklyn (Nova York), el seu rodatge va tenir lloc a París a causa dels problemes legals de Polanski amb la justícia estatunidenca.

## Estil
Polanki s'ha especialitzat en pel·lícules en què s'ajunten els trets psicològics amb els continguts violents (thrillers psicològics), per exemple la seva versió de Macbeth destaca per la seva exposició de la violència. Un tema recurrent n'és la relació entre la víctima i l'atacant. El seu humor sovint es recrea en paisatges d'un humor negre i recorre a la tècnica de la suspensió dramàtica de l'acció (suspens) com la del seu admirat Alfred Hitchcock.

## Filmografia
| Any  | Títol                                                                                          | Com      | Com   | Notes                          |
| Any  | Títol                                                                                          | Director | Actor | Notes                          |
| ---- | ---------------------------------------------------------------------------------------------- | -------- | ----- | ------------------------------ |
| 1953 | Trzy opowieści                                                                                 |          | Sí    | Segment "Jacek"                |
| 1955 | Zaczarowany rower                                                                              | Sí       | Sí    |                                |
| 1955 | Rower                                                                                          |          | Sí    |                                |
| 1955 | Pokolenie                                                                                      |          | Sí    |                                |
| 1956 | Nikodem Dyzma                                                                                  |          | Sí    |                                |
| 1957 | Wraki                                                                                          |          | Sí    |                                |
| 1957 | Koniec nocy                                                                                    |          | Sí    |                                |
| 1957 | Uśmiech zębiczny                                                                               | Sí       |       |                                |
| 1957 | Rozbijemy zabawę...                                                                            | Sí       |       |                                |
| 1957 | Morderstwo                                                                                     | Sí       |       |                                |
| 1958 | Dwaj ludzie z szafą                                                                            | Sí       | Sí    |                                |
| 1958 | Zadzwońcie do mojej żony?                                                                      |          | Sí    |                                |
| 1959 | Gdy spadają anioły                                                                             | Sí       | Sí    |                                |
| 1959 | Lotna                                                                                          |          | Sí    |                                |
| 1960 | Zezowate szczęście                                                                             |          | Sí    |                                |
| 1960 | Do widzenia, do jutra                                                                          |          | Sí    |                                |
| 1960 | Niewinni czarodzieje                                                                           |          | Sí    |                                |
| 1961 | Ostrożnie, Yeti!                                                                               |          | Sí    |                                |
| 1961 | Samson                                                                                         |          | Sí    |                                |
| 1961 | Le Gros et le maigre                                                                           | Sí       | Sí    |                                |
| 1962 | Ssaki                                                                                          | Sí       |       |                                |
| 1962 | Nóż w wodzie                                                                                   | Sí       | Sí    |                                |
| 1964 | Les Plus Belles Escroqueries du monde                                                          | Sí       |       | Segment La Rivière de Diamants |
| 1965 | Repulsió (Repulsion)                                                                           | Sí       | Sí    |                                |
| 1966 | Cul-de-Sac                                                                                     | Sí       |       |                                |
| 1967 | The Fearless Vampire Killers (o Dance of the Vampires)                                         | Sí       | Sí    |                                |
| 1968 | La llavor del diable (Rosemary's Baby)                                                         | Sí       |       |                                |
| 1969 | The Magic Christian                                                                            |          | Sí    |                                |
| 1971 | Macbeth                                                                                        | Sí       |       |                                |
| 1973 | Què? (Che?)                                                                                    | Sí       | Sí    |                                |
| 1974 | Chinatown                                                                                      | Sí       | Sí    |                                |
| 1976 | Le Locataire                                                                                   | Sí       | Sí    |                                |
| 1976 | Blood for Dracula                                                                              |          | Sí    |                                |
| 1979 | Tess                                                                                           | Sí       |       |                                |
| 1982 | Chassé-croisé                                                                                  |          | Sí    |                                |
| 1986 | Pirates                                                                                        | Sí       |       |                                |
| 1988 | Frenètic (Frantic)                                                                             | Sí       |       |                                |
| 1989 | Tot esperant Godot (En attendant Godot)                                                        |          | Sí    | Televisió                      |
| 1992 | Bitter Moon                                                                                    | Sí       |       |                                |
| 1992 | Back in the USSR                                                                               |          | Sí    |                                |
| 1994 | La mort i la donzella (Death and the Maiden)                                                   | Sí       |       |                                |
| 1994 | Una simple formalitat (Una pura formalità)                                                     |          | Sí    |                                |
| 1994 | Grosse Fatigue                                                                                 |          | Sí    |                                |
| 1999 | La novena porta (The Ninth Gate)                                                               | Sí       |       |                                |
| 2000 | Hommage à Alfred                                                                               |          | Sí    |                                |
| 2002 | El pianista (The Pianist)                                                                      | Sí       |       |                                |
| 2002 | Zemsta                                                                                         |          | Sí    |                                |
| 2005 | Oliver Twist                                                                                   | Sí       |       |                                |
| 2007 | Chacun son cinéma, ou Ce petit coup au coeur quand la lumière s'éteint et que le film commence | Sí       |       | Segment "Cinéma Erotique"      |
| 2007 | Hora punta 3 (Rush Hour 3)                                                                     |          | Sí    |                                |
| 2007 | Caos tranquil                                                                                  |          | Sí    |                                |
| 2010 | L'escriptor (The Ghost Writer)                                                                 | Sí       |       |                                |
| 2011 | Un déu salvatge (Carnage)                                                                      | Sí       |       |                                |
| 2013 | La Vénus à la fourrure                                                                         | Sí       |       |                                |
| 2017 | Basada en fets reals (D'après une histoire vraie)                                              | Sí       |       |                                |
| 2018 | L'oficial i l'espia                                                                            | Sí       |       |                                |